# Мейснер, Александр (физик)
Александр Мейснер (Мейсснер, Майснер; нем. Alexander Meißner; 14 сентября 1883, Вена — 3 января 1958, Берлин) — немецкий физик.
В 1913 году, работая инженером на фирме «Телефункен», изобрёл электронный генератор Мейснера на ламповом каскаде с общим катодом с трансформаторной положительной обратной связью.
Первым разработал и сконструировал (вместе с Георгом фон Арко) супергетеродин и своего рода радиопередатчик с преобразователем частоты. Также разработал (вместе с фон Арко) технологию промышленного производства электронных ламп.